# Glen Mazzara
Glen Mazzara (Manhattan, Nueva York, 6 de julio de 1967) es un productor y guionista estadounidense de series televisivas.

## Biografía y carrera
Mazzara nació el 6 de julio de 1967 en Manhattan y se crio en Queens, Ciudad de Nueva York. Tras estudiar en la Universidad de Nueva York y obtener un máster en lengua inglesa trabajó como administrador en un hospital de la ciudad hasta 1998 cuando se marchó a Los Ángeles, California a buscar trabajo como guionista.
Su debut vino con la cuarta y la quinta temporada de la serie Nash Bridges donde ejercería como editor y guionista. En 2002 pasaría a formar parte del equipo técnico de The Shield como editor ejecutivo y guionista en la primera temporada hasta que fue ascendido a productor en la segunda mientras continuaba escribiendo. Ya en la tercera sería supervisor de producción hasta alcanzar la categoría de productor ejecutivo en la sexta. En 2006 abandonó la serie y estuvo durante un breve periodo de tiempo en Los Negociadores, también como productor ejecutivo y coproductor en la serie de NBC: Life.
En 2008 creó y produjo Crash, basada en la película homónima y ganadora de tres Óscar. En la misma, estaría como jefe del equipo de guionistas y showrunner.[cita requerida] En 2009 abandonaría el proyecto y se uniría a Hawthorne para dos temporadas como productor ejecutivo y guionista. En 2010 escribiría el primero de muchos episodios de The Walking Dead.
El 27 de julio de 2011, Entertainment Weekly informó de que Mazzara había sido ascendido a showrunner de la serie después de que Frank Darabont dejara el cargo. Por su parte, Mazzara anunció que abandonará la serie al finalizar la tercera temporada.
A finales de diciembre de 2012, varios medios de comunicación se hicieron eco de que el productor tenía pensado abandonar la serie por "diferencias de opiniones". Sin embargo declaró que seguirá hasta febrero de 2013.

## Filmografía

### Productor
| Año  | Serie                            | Cargo                    | Observaciones                       |
| ---- | -------------------------------- | ------------------------ | ----------------------------------- |
| 2013 | The Walking Dead                 | Productor ejecutivo      | Tercera temporada                   |
| 2012 | The Walking Dead                 | Productor ejecutivo      | Segunda temporada Tercera temporada |
| 2011 | The Walking Dead                 | Productor ejecutivo      | Segunda temporada                   |
| 2011 | Criminal Minds: Suspect Behavior | Asesor de producción     | Primera temporada                   |
| 2010 | Hawthorne                        | Productor ejecutivo      | Segunda temporada                   |
| 2009 | Hawthorne                        | Productor ejecutivo      | Primera temporada                   |
| 2009 | Crash                            | Asesor de producción     | Segunda temporada                   |
| 2008 | Crash                            | Productor ejecutivo      | Primera temporada                   |
| 2007 | Life                             | Coproductor ejecutivo    | Primera temporada                   |
| 2007 | The Shield                       | Productor ejecutivo      | Sexta temporada                     |
| 2006 | Los Negociadores                 | Productor ejecutivo      | Primera temporada                   |
| 2006 | The Shield                       | Productor ejecutivo      | Quinta temporada                    |
| 2005 | The Shield                       | Coproductor ejecutivo    | Cuarta temporada                    |
| 2004 | The Shield                       | Supervisor de producción | Tercera temporada                   |
| 2003 | The Shield                       | Productor                | Segunda temporada                   |
| 2002 | The Shield                       | Editor ejecutivo         | Primera temporada                   |

### Guionista
| Año                              | Serie                    | Episodio                                     | Observaciones            |
| -------------------------------- | ------------------------ | -------------------------------------------- | ------------------------ |
| 2013                             |                          |                                              |                          |
| The Walking Dead                 | "Welcome to the Tombs"   | Temporada 3, episodio 16                     |                          |
| The Walking Dead                 | "Prey" (con Evan Reilly) | Temporada 3, episodio 14                     |                          |
| The Walking Dead                 | 2012                     | "Seed"                                       | Temporada 3, episodio 1  |
| The Walking Dead                 | 2012                     | "Beside the Dying Fire" (con Robert Kirkman) | Temporada 2, episodio 13 |
| The Walking Dead                 | 2012                     | "Better Angels" (con Evan Reilly)            | Temporada 2, episodio 12 |
| The Walking Dead                 | 2012                     | "18 Miles Out" (con Scott M. Gimple)         | Temporada 2, episodio 10 |
| The Walking Dead                 | 2011                     | "Bloodletting"                               | Temporada 2, episodio 2  |
| Criminal Minds: Suspect Behavior | 2011                     | "Strays" (con Chris Murphy)                  | Temporada 1, episodio 11 |
| Criminal Minds: Suspect Behavior | 2011                     | "Jane"                                       | Temporada 1, episodio 7  |
| 2010                             | The Walking Dead         | "Wildfire"                                   | Temporada 1, episodio 5  |
| 2010                             | Hawthorne                | "No Excuses"                                 | Temporada 2, episodio 1  |
| 2009                             | Hawthorne                | "Mother's Day"                               | Temporada 1, episodio 9  |
| 2009                             | Hawthorne                | "All the Wrong Places"                       | Temporada 1, episodio 4  |
| 2008                             | Crash                    | "episode One"                                | Temporada 1, episodio 1  |
| 2007                             | Life                     | "Let Her Go"                                 | Temporada 1, episodio 3  |
| 2007                             | The Shield               | "Haunts"                                     | Temporada 6, episodio 5  |
| 2006                             | Los Negociadores         | "Life Support"                               | Temporada 1, episodio 5  |
| 2006                             | The Shield               | "Smoked"                                     | Temporada 5, episodio 9  |
| 2006                             | The Shield               | "Jailbait"                                   | Temporada 5, episodio 3  |
| 2005                             | The Shield               | "Ain't That a Shame"                         | Temporada 4, episodio 13 |
| 2005                             | The Shield               | "Cut Throat"                                 | Temporada 4, episodio 8  |
| 2005                             | The Shield               | "The Cure"                                   | Temporada 4, episodio 1  |
| 2004                             | The Shield               | "On Tilt"                                    | Temporada 3, episodio 15 |
| 2004                             | The Shield               | "Strays"                                     | Temporada 3, episodio 11 |
| 2004                             | The Shield               | "Streaks and Tips"                           | Temporada 3, episodio 4  |
| 2003                             | The Shield               | "Breakpoint"                                 | Temporada 2, episodio 12 |
| 2003                             | The Shield               | "Co-pilot"                                   | Temporada 2, episodio 9  |
| 2003                             | The Shield               | "Homewrecker"                                | Temporada 2, episodio 6  |
| 2003                             | The Shield               | "The Quick Fix"                              | Temporada 2, episodio 1  |
| 2002                             | The Shield               | "Carnivores"                                 | Temporada 1, episodio 11 |
| 2002                             | The Shield               | "Cupid & Psycho"                             | Temporada 1, episodio 8  |
| 2002                             | The Shield               | "The Spread"                                 | Temporada 1, episodio 3  |
| 2000                             | Nash Bridges             | "Skin Trade"                                 | Temporada 5, episodio 12 |
| 1999                             | Nash Bridges             | "Curveball"                                  | Temporada 5, episodio 6  |
| 1999                             | Nash Bridges             | "Smash and Grab"                             | Temporada 5, episodio 3  |
| 1999                             | Nash Bridges             | "Boomtown"                                   | Temporada 4, episodio 18 |
| 1999                             | Nash Bridges             | "Gimme Shelter"                              | Temporada 4, episodio 13 |
| 1998                             | Nash Bridges             | "Warplay"                                    | Temporada 4, episodio 8  |